# Vanessa Gusmeroli
Vanessa Gusmeroli (Annecy, 19 settembre 1978) è una pattinatrice artistica su ghiaccio francese.
Oltre che il pattinaggio su ghiaccio, pratica anche lo sci d'acqua. È stata per tre volte (2000, 2001, 2002) campionessa di pattinaggio nazionale francese e nel 1997 ha vinto la medaglia di bronzo ai campionati mondiali di pattinaggio di figura.
È nota per i suoi programmi dai temi originali, che variano dal circo ai gangster. Era una delle poche pattinatrici che eseguivano "spaccate" sul ghiaccio.

## Palmarès
GP: Champions Series / Grand Prix
| Internazionali            | Internazionali | Internazionali | Internazionali | Internazionali | Internazionali | Internazionali | Internazionali | Internazionali | Internazionali | Internazionali | Internazionali | Internazionali |
| Evento                    | 1992–93        | 1993–94        | 1994–95        | 1995–96        | 1996–97        | 1997–98        | 1998–99        | 1999–00        | 2000–01        | 2001–02        | 2002-03        | 2003-04        |
| ------------------------- | -------------- | -------------- | -------------- | -------------- | -------------- | -------------- | -------------- | -------------- | -------------- | -------------- | -------------- | -------------- |
| Giochi olimpici invernali |                |                |                |                |                | 6°             |                |                |                | 16°            |                |                |
| Campionati mondiali       |                |                |                | 14°            | 3°             | 16°            | 5°             | 4°             | 9°             |                |                |                |
| Campionati europei        |                |                |                | 8°             | 6°             | 11°            | 5°             | 4°             | 9°             | 11°            |                |                |
| GP Lalique                |                |                |                |                | 4°             | 3°             | 3°             |                | 4°             | 10°            |                |                |
| GP Nations/Spark.         |                |                |                |                | 3°             |                |                |                | 6°             |                |                |                |
| GP NHK Trophy             |                |                |                | 6°             |                | 4°             | 5°             |                |                |                |                |                |
| GP Skate America          |                |                |                |                | 7°             |                |                |                |                |                |                |                |
| GP Skate Canada           |                |                |                |                |                | 7°             |                |                |                |                |                |                |
| Golden Spin               |                | 1°             |                |                |                |                | 3°             |                |                |                |                |                |
| Nepela Memorial           |                |                |                | 2°             |                |                |                |                |                |                |                |                |
| Schäfer Memorial          |                |                |                | 7°             |                |                |                |                |                | 1°             |                |                |
| St. Gervais International |                | 10°            | 3°             | 3°             |                |                |                |                |                |                |                |                |
| Cup of Nice               |                |                |                |                |                |                |                |                |                |                |                | 2°             |
| Internazionali: Junior    |                |                |                |                |                |                |                |                |                |                |                |                |
| Campionati mondiali       |                |                | 5°             | 6°             |                |                |                |                |                |                |                |                |
| EYOF                      | 3°             |                | 2°             |                |                |                |                |                |                |                |                |                |
| Blue Swords               |                | 11° J          |                | 4° J           |                |                |                |                |                |                |                |                |
| Gardena Spring Trophy     |                |                | 7° J           |                |                |                |                |                |                |                |                |                |
| Grand Prize SNP           |                | 1° J           |                |                |                |                |                |                |                |                |                |                |
| Triglav Trophy            |                | 2° J           |                |                |                |                |                |                |                |                |                |                |
| Nazionali                 |                |                |                |                |                |                |                |                |                |                |                |                |
| Campionati francesi       |                | 7°             | 5°             |                | 2°             | 3°             | 2°             | 1°             | 1°             | 1°             | R              |                |
| J: Categoria Junior       |                |                |                |                |                |                |                |                |                |                |                |                |